# Meldal
Meldal é uma comuna da Noruega, com 633 km² de área e 3 947 habitantes (censo de 2004).         